# Siliqua (mollusque)
Genre
Siliqua est un genre de mollusques bivalves marins de la famille des Pharidae (couteaux).

## Liste des espèces
Selon World Register of Marine Species (23 décembre 2020) :
- Siliqua albida (Adams & Reeve, 1850)
- Siliqua alta (Broderip & G. B. Sowerby I, 1829)
- Siliqua barnardi M. Huber, 2010
- Siliqua costata (Say, 1822)
- Siliqua fasciata (Spengler, 1794)
- Siliqua grayana (Dunker, 1862)
- Siliqua herberti M. Huber, 2015
- Siliqua japonica Dunker, 1861
- Siliqua lucida (Conrad, 1837)
- Siliqua minima (Gmelin, 1791)
- Siliqua patula (Dixon, 1789)
- Siliqua polita (W. Wood, 1828)
- Siliqua pulchella Dunker, 1852
- Siliqua radiata (Linnaeus, 1758)
- Siliqua rostrata (Dunker, 1862)
- Siliqua squama (Blainville, 1827)